# Marisa Maza
Marisa Maza (* 1965 in Madrid) ist eine in Berlin lebende spanische bildende Künstlerin, Dozentin im Studium generale an der Berliner Universität der Künste (UdK) und Kuratorin im Bereich künstlerischer Vernetzungsprogramme.

## Leben und Werk

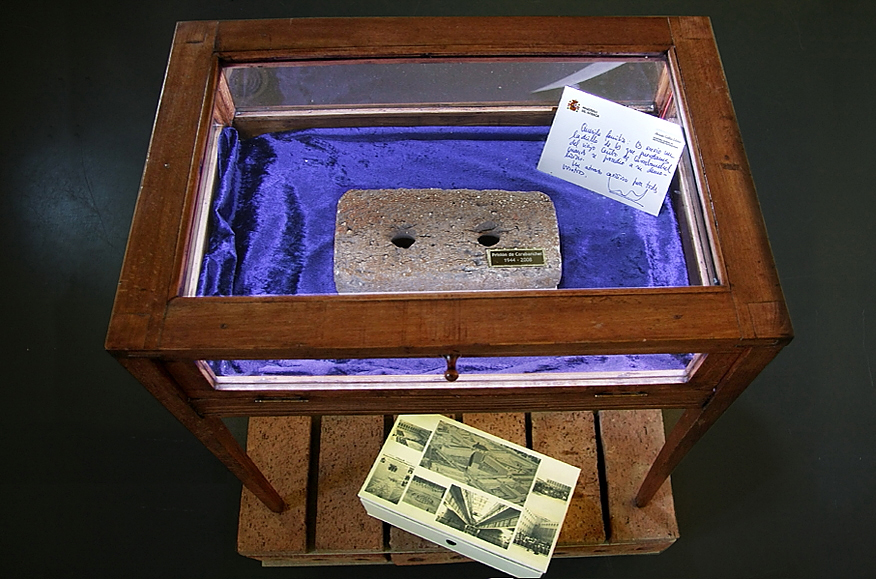
Das Projekt hat historisches Erinnern im Stadtbild von Madrid zum Thema. Der Ziegel erinnert an das 1944 erbaute und 2008 abgerissene, berüchtigte Gefängnis in Carabanchel, in dem während der Franco-Ära viele politische Gefangene inhaftiert waren.

Nach einem Master of Arts an der Complutense Universität in Madrid (1988) schloss Maza 1999 ein Studium an der Hochschule der Künste in Berlin als Meisterschülerin bei Katharina Sieverding ab. Zwischen 1998 und 2000 wurde sie durch das Postgraduierten-Nachwuchsförderungsstipendium NaFöG und durch ein DAAD-Reisestipendium für Aufenthalte in Südafrika, Tansania und New York gefördert. Daran anschließend nahm sie an dem Mentoringprogramm der UdK Berlin zur Förderung von Frauen als Hochschullehrerinnen teil.
Im Zentrum von Mazas künstlerischer Arbeit stehen seit den frühen 1990er Jahren Fragen nach Geschlechterpolitik, nach Sexualität und Identitätskonzepten und den Formen ihrer kulturellen bzw. politischen Repräsentation, sowie nach der politischen und „sozialen Konstruktion von Körpern“. Neben dem menschlichen Körper zeigt sie Typologien realer, fiktiver und/oder simulierter (Stadt-)Landschaften als metaphorische Systeme gesellschaftspolitischer Zustände. So zum Beispiel Mazas Ausstellungsprojekt Esto SÍ es un ladrillo, das das Erinnern an das Gefängnis Carabanchel im Stadtbild von Madrid zum Thema hat.
Mazas Arbeitsmedien sind Video, Fotografie und Zeichnung. Ihre Arbeiten wurden durch Stipendien und Projektförderungen ausgezeichnet und international ausgestellt.
Neben ihrem unmittelbar künstlerischen Schaffen hat Maza seit den 1990er Jahren Ausstellungen kuratiert und sich für den Ausbau künstlerischer Vernetzungsprogramme engagiert. So ist sie z. B. Mitgründerin des Vereins Timecode e. V. (2010), eine in der Nachbarschaft verankerte, gleichzeitig international vernetzte kulturell-politische Medieninitiative in Berlin.
Seit 2014 ist Maza Dozentin im Programm „Studium Generale“ der UdK Berlin, wo sie zu den Themen Gender, Subjekt, Migration und medialer Repräsentation des politischen und sozialen Körpers im Zusammenhang mit Kunstproduktion unterrichtet. Sie ist außerdem Dozentin im Coaching-Programm für professionelle Künstler des
Bildungswerks des bbk berlin e.V.

## Stipendien und Preise
- 2000 Air Art 1. Preis, European Aeronautic and Space Company
- 2001 Arbeitsstipendium der Senatskanzlei für Kulturelle Angelegenheiten, Berlin
- 2005 Atelierpreis für Video, Freundeskreises der Universität der Künste Berlin / Karl Hofer Gesellschaft e.V[4][5]
- 2006 Visiting Artist, Gastkünstlerin am College of Fine Arts, University of Florida, USA[6]
- 2009 Aufenthalts- und Ausstellungstipendium (Gallery Mashrabia) in Kairo, Ägypten, Botschaft von Spanien in Berlin, Kulturattaché, Goethe-Institut und Institutes Cervantes in Kairo
- 2009 Aufenthaltsstipendium in Istanbul, Türkei, Senatskanzlei für Kulturelle Angelegenheiten, Berlin[7]
- 2015 Aufenthaltsstipendium Forschungsprojekt, La Tabacalera Museum-Centro Nacional de las Artes Visuales, Madrid, Spanien[8]
- 2018 Stipendium, Residenzprogramm Goethe-Institut, Bogotá, Kolumbien[9]
- 2019 Katalogförderung Einzelausstellung (Alpha nova & galerie futura), Berlin, Botschaft von Spanien in Berlin und Goethe-Institut, München

## Festivals (Auswahl)
- 1999 transmediale.99, Maria am Ostbahnhof, Berlin
- 2005 transmediale.05 BASICS, Berlin[10]
- 2007 Loop Festival, Sala Miscelanea, Barcelona, Spanien
- 2009 XVII International Women’s Film Festival, Barcelona, Spanien[11]
- 2009 CTM (Club Transmediale)Festival.09 Maria am Ostbahnhof / Kunstraum Kreuzberg, Bethanien, Berlin[12]

## Einzelausstellungen (Auswahl)

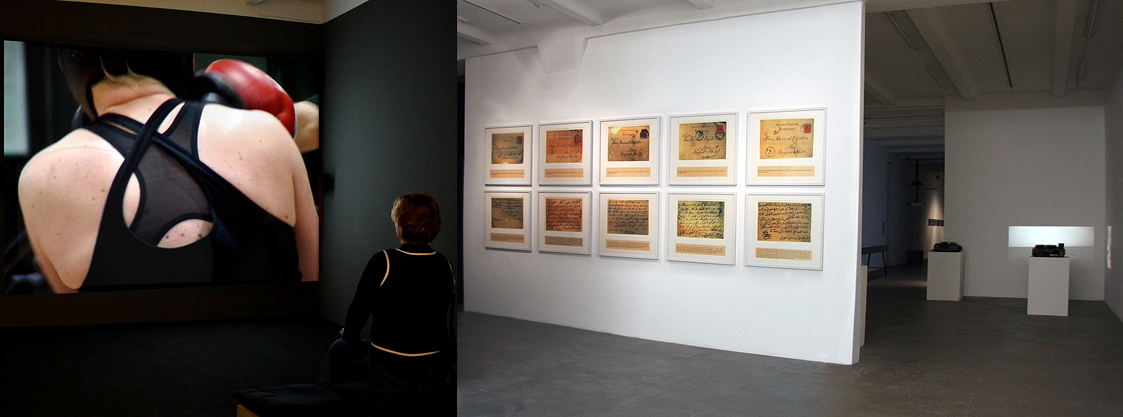
Die Installation zieht eine Parallele zwischen der Rolle von Wissenschaftlerinnen früherer Jahrhunderte und jener von heute

- 2003 a/b_skala.02, Galerie //plattform// Berlin (K. Ulrike Kremeier)
- 2008–09 living_boundaries, Museum Centre d'art Passerelle, Brest, Frankreich (K. Ulrike Kremeier)[13]
- 2008 8.März, Space Manzara Perspectives, Istanbul[14]
- 2009 training-sculpture #1 - #4, Gallery Uqbar, Berlin (Partner Event des club transmediale 09) und Gallery Mashrabia, Kairo, Ägypten[15]
- 2011 PHOTOESPAÑA, Gallery Raquel Ponce, Madrid[16][17]
- 2015 Esto Sí es un ladrillo #1 (This Really Is A Brick #1), MATADERO Museum Centro Contemporaneo, Madrid, Spanien[18]

## Gruppenausstellungen (Auswahl)
- 1991 Auf der Spur des gestrandeten Wals, Werkbund-Archiv im Martin-Gropius-Bau, Berlin[19]
- 1999 The New York Digital Salon.7th, Visual Arts Museum, New York (K. Bruce Wands, Kirsten Solberg)[20]
- 2000 Der Traum vom Fliegen, Museum Jean Tinguely, Basel, Schweiz (K. Dr. Heinz Stahlhut)
- 2001 ticker acht, calier | gebauer galerie, Berlin (K. Antje Weitzel)[21]
- 2004 Schizorama, National Centre of Contemporary Art (NCCA), Moskau / Neuer Berliner Kunstverein (n.b.k) (K. Katrin Becker, Antje Weitzel)[22]
- 2009 in berlin und istanbul, Istanbul Modern (Art Contemporary Museum), Türkei (K. Lora Sariaslan)
- 2010 2010 European Capital Of Culture, Fatih, Eyüp, Zeytinburnu, Küçükçekmece, Istanbul, Türkei (K. Beral Madra, Kristina Kramer)[23]
- 2011 Subtramas: pedagogías radicales, políticas y narrativas de género, Centro de Arte Dos de Mayo (CA2M), Madrid; Artium Art Contemporary Museum, Baskenland Vitoria (K. Montse Romaní, Diego del Pozo und Virginia Villamaplana)[24]
- 2012 2nd Mardin Biennial, Mardin, Türkei (K. Paolo Combo und Lora Sariaslan)[25]
- 2015 Kunst und Demokratie, Kunsthalle Bahnitz, Brandenburg, Deutschland (K. Bodo Rau)[26]
- 2016 Contesting/contexting SPORT, NGBK (neue Gesellschaft für bildende Kunst) und Kunstraum Kreuzberg/Bethanien (K. Sarah Bornhorst, Željko Blaće u.a)[27]
- 2017 Nuestro deseo es una Revolucion, Museum CENTROCENTRO Cibeles, Madrid, Spanien (K. Juan Antonio Suárez und Juan Guardiola)[28]
- 2017 Muscle Memory, Kunstraum Kreuzberg/Bethanien (K. Ece Pazarbaşı)[29]

## Kuratierte Ausstellungen (Auswahl)
- 1993 Ärarier, Blauer Salon, Kunsthaus Tacheles, Berlin
- 2007 cara(a)cara/face2face, CCE miami centro cultural español, Florida, USA
- 2009–13 Madrid/Procesos Berlin, Programm „Artists in Residence“, Karl Hofer Gesellschaft e.V. und AVAM (Associated Visual Artists of Madrid)[30]
- 2012 <circuito_berlin 012> Botschaft von Spanien in Berlin / Institut Cervantes, Berlin[31]
- 2013 interferenz_en013, Institut für Raumexperimente, Klasse Olafur Eliasson.[32]
- 2017–18 ReFraming Worlds: Mobilität und Gender aus postkolonial, feministischer Perspektive, NGBK und in der Galerie im Körnerpark, Berlin (Arbeitsgruppe: Oliver Baurhenn, Dorothee Bienert, Marisa Maza, Antje Weitzel, Jole Wilcke, Moira Zoitl)[33]
- 2018 urbane Vektoren_Skizzen einer politischen re/konstruktion des Stadtraums, Ratskeller Lichtenberg – Galerie für zeitgenössische Kunst, Berlin[34][35]
- 2019 PLURAL_ex, uqbar Projektraum, Berlin[36]
- 2021–2022 Fahren ohne Ticket. In den Zwischenräumen der Sprache (kuratiert von Franziska Lesák, Marisa Maza und Moira Zoitl)

## Filmographie/Videographie (Auswahl)
- 1997 ausfahrt, (exit) verschiedene Flughäfen Europas[37]
- 1998 freie intervalle.vbm-98, (free intervals) Berlin, Deutschland
- 2000–01 a/b-skala, Berlin, Deutschland
- 2002 land_schaften, (land_scapes) Berlin, Deutschland
- 2003 sprach_räume, (language_spaces) Berlin, Deutschland
- 2003–04 stadt_chronik, (uban_chronicles) Berlin, Deutschland
- 2007 15 sqm, Berlin-Madrid, Deutschland-Spanien
- 2008 training_sculpture #1–#4, Florida, USA
- 2014 Auf dem Seil, Berlin, Deutschland[38]
- 2017 Re-Expedition_017, Berlin, Deutschland

## Rezeption in den Medien (Auswahl)
- 2005 Schwarz-rote Malerei für den Kanzler, taz, 26. September 2005, Harald Fricke über Kunst Macht Politik, Heinrich-Böll-Stiftung, Berlin[39]
- 2006 Missvergnügen am Micheltum, taz, Harald Fricke über This land is my Land ..., 10. Oktober 2006, Berlin[40]
- 2009 Kunstforum 199, Michael Nungesser Seite 280, Dezember 2009
- 2012 Der Kreis schaltet, taz vom 11. Juli 2012, Berlin, Catarina von Wedemeyer über <circuito_012>[41]
- 2012 Deutschlandradio-Kultur, Ute Welty, 4. August 2012, Berlin[42]
- 2014 Arte Español, Capital Berlín, El PAIS,  Lara Sanchez, 26. Juni 2012, Spanien[43]
- 2016 AV Apología/Antología, Videomagazin. (Edit. HAMACA, rtve Metropolis_Arte.TV)[44]
- 2017 (Einblick 702), taz, 7. Dezember 2017 über Reframing Worlds[45]
- 2017 Kulturzeit, 3Sat ZDF, 5. Dezember 2017[46]